# カケル (サルゲッチュ)
カケルは、ソニー・コンピュータエンタテインメントのアクションゲーム『サルゲッチュ』シリーズに登場する架空の人物。英語名はSpike。
担当声優は、ゲーム版では瀧本富士子、アニメ版では石川静。

## 概要
ハカセの研究所に遊びに行く小学4年生。ハカセやナツミとは昔からの知り合い。ほとんどの作品において登場するキャラクターで、初代『サルゲッチュ』『ピポサル2001』『サルバト～レ』『ミリオンモンキーズ』『サルサル大作戦』では主人公を務める。スペクターの超能力に打ち勝つことができる。『サルバト～レ』では（自己アピールのため）サンバイザーを被っている。
『ミリオンモンキーズ』では洋服のデザインが異なり、ゴーグルを付けている。
なお、サルゲッチュオンエアー19話で分かる限りアニメでは数学のテストが7点だったりと数学は苦手。

## 必殺技
ガチャメカスタジアム・サルバト～レ、ミリオンモンキーズでは必殺技を持つ。どれもメカボーを使った技。
クラッシュハリケーン
回転斬りをしながら上昇し、連続ダメージを与える。ミリオンモンキーズでは下降時も回転し、ダメージを与える。比較的範囲が広く、その範囲の中に入ってしまうと抜け出すことはほぼ不可能。
ソニックレボリューション
回転斬りを長時間繰り出す必殺技。全てヒットさせるとディメンションブレイクをも凌ぐ威力だが、攻撃を受けていない相手からすると格好の的となる。
ディメンションブレイク
巨大化したメカボーを地面にたたきつけ、その衝撃波で相手を攻撃する。打撃とその後の残り火（衝撃波）が二段ヒットすると、カケルの必殺技中最高位の威力となる。
サンダークラック
電気を纏ったメカボーを振り下ろし、電流で相手を攻撃する。電流はカケルが向いていた方向に向かって走っていく。打撃と電流で二段ヒットさせることができる。

## 活躍

### ゲーム
- 『サルゲッチュ』では、親友のヒロキと一緒にハカセが開発しているタイムマシンを見せてもらいに研究所へと遊びに行ったが、スペクターがタイムマシンを起動させて、ヒロキとサル達と共一緒に過去へ飛ばされる。ハカセが開発したガチャメカを2つ持っていたカケルは、元の時代に戻るついでにサルを捕まえてほしいとハカセから頼まれた。いくつもの時代を巡って、更にガチャメカを転送してもらいサルを捕まえて現代に舞い戻るも、既に町はサルに占拠されており、捕らわれたハカセとナツミを救出すべく、残されたガチャメカを更にもらうとスペクターの待ち受けるスカイTVタワーに乗り込む。その後、ピポサルの本拠地であるスペクターランドにてハカセ達を救出するが、スペクターとの決戦では超能力の前に敗れかける。しかし意志力でそれを跳ね除け、スペクターの撃退に成功する。以降も新たなガチャメカをもらい残ったピポサルを捕まえていき、最後は異次元空間での決戦の末にスペクターをゲッチュした。
- 『ピポサル2001』では、モンキーパークのオーナーから、サル達が履いているパンツは不衛生だから全部回収して洗濯してくれといった電話で、サルたちはいくつかの管理された部屋に分けてあるが、直後にコンピュータが暴走し、2001匹のサルがバーチャルスペース内の色々な所に解き放たれてしまった。そこでカケルにこの件を引き受けてもらうが、数の多さに嫌がるカケルも引き受けて、今回はガチャメカが整備中で使えない為、ハカセからもらったパンツ回収用ガチャメカ『ヌゲッチャー』を携え、バーチャルスペースへ行った。スペクターの妨害もありつつ、2001匹のサルのパンツを回収。その後、ナツミ指揮の元、カケルはハカセやスペクター達と共にパンツの洗濯に励むのだった。
- 『2』では、2度目のエンディングに登場する。ヒカルがスペクターをゲッチュして月から帰ってくる日にハカセの研究所にやってくる。その後、ヒカルが使ったガチャメカを全て携えたカケルで2のステージをプレイすることが出来るようになる(ただし、特殊なイベントなどは一切起こらない)。
- 『ガチャメカスタジアム サルバト〜レ』では、ハカセが、バーチャルワールドへ行くことの出来る転送装置の開発に成功したし、カケルはその起動テストもかねて近々バーチャルワールドで開催されるガチャメカを使う技を様々な形で競い合う大会『第二回ハイテクオリンピア』へ、一緒に出場しないかとハカセやナツミに誘われて参加する。しかしやがて謎の男の介入によって世界の命運を賭けた戦いに巻き込まれていく。
- 『3』ではピポサルたちが制作した番組を見て、ハカセ達と共にナマケモノになってしまう。ミニゲームの『メサルギアソリッド』ではヒカル・サトル・サヤカと共に夏休みで林間学校に行っている。
- 『ミリオンモンキーズ』では、カケルは新たに完成したカリノシティを見学に来るが、突如上空から空中戦艦が現れ、そこから現れたピポソルジャー達が人々を襲った為、ピポソルジャーと戦う事を決意する。その途中でハルカとの再会やスペクターとの衝突を経て戦艦墜落に至るが、今度は戦艦から溢れたブロブが世界を脅かし始め、再び世界の命運を賭けた戦いに身を投じる。カケルサイドでは最後は衛星レーザーでブロブコアを完全に消滅させ、世界を救った。スペクターサイドでは戦艦墜落後は出番が無い。

### アニメ
『サルゲッチュ ～オンエアー～』
- 主人公で、最初はサルゲッチュに無関心だったが、徐々にゲッチュが楽しくなっていく。また、ハイテクロボットバトルチャンピオン・ハルカのファンであったが、本人との遭遇やともに戦うことによって好意を寄せてきている。
- 第16話ではスペクターにゲットアミをかぶせ、ゲッチュに成功したと思われたが、スペクター自身からの強大な電磁波が原因で失敗した。
- 「vsピポトロン編」では、ピポトロンJと直接対決。ゲットアミ攻撃や剣（ゲットアミから変形）を受け、さらに最重要目的であるクータのチップを破壊されたが、諦めずに戦った。また、スペクターに剣を腹部に刺され死んだと思われたが、洋服を貫いただけで、そのあとスペクターはピポヘルがとれ、クータに戻った。

サルゲッチュ ～オンエアー～2nd
- 装いも新たに再び現れたピポサル達のゲッチュに励む。当初はピポトロンブラザーズの悪だくみとも言えない悪戯に対処していたが、やがてスペクターが復活した事で本格的な戦いに挑む。また、ハルカとは相思相愛の仲に発展している。
- 「ピポサルレーサー編」では当初はナツミとパートナーを組んだが、途中で事故を起こしてマシンが動かなくなり、右手首にも怪我をしてしまう。その場はヒロキとパートナーを交換し、ハルカと共に動かないマシンを押す羽目になる。また、大差がついていたため諦めの色を見せた。しかしマシンを修理してレースに復帰すると同時に「せめて最後尾のピポトロンブラザーズには勝つ」と僅かなやる気を出し、更にピポトロン側の卑怯な妨害への怒りとハルカの発破で再び闘志を燃やした事で、人のハートに呼応する「燃エンジン」による脅威の巻き返しを見せる。レース終盤はピポトロンと熾烈なトップ争いを繰り広げたと思われたが、優勝したのは全く関係ないピポサルであり、自分達は実はトップ争いすらできていなかったというオチに涙を流した（ハルカの言では一応ピポトロンには勝った模様）。
- 「人類サル化編」ではスペクターを止める為にピポトロンブラザーズと手を組むが、仲間達を次々とピポサル化させれられて失ってしまう。スペクターの居場所が宇宙と判明した後は、ピポトロンブラザーズが提案した大胆な方法で宇宙に上がり、ただ一人サルにならずに宇宙船でのスペクターとの対決に挑んだ。激闘の末、人類サル化プログラムの解除に成功する。しかし、自爆装置に触れてしまった為、もう地球には帰れないと思われたが、ぎりぎりでピポトロンブラザーズに助けられる。
- 最終決戦となる「ロボット対決編」では凄まじい巨大さを誇るスペクターロボに対抗すべく、ヒロキ、ナツミ、チャル、ハルカと共に同サイズのハカセロボ（名前こそハカセだがカラーリングはシリーズ初期のカケルに近い）に搭乗する。担当は中枢部。激闘の末に勝利し、ロボの頭部ごとスペクターをゲッチュした。事件後はピクニックでハルカとのペアルックの洋服で登場し、チャルに「ヒューヒューですね」と茶化された。